# The Stunners
The Stunners foi um girl group americano de música pop formado em 2007. As cantoras Tinashe e Hayley Kiyoko foram integrantes do grupo. Seu primeiro single foi "Bubblegum". O grupo teve uma canção na trilha sonora da série iCarly.

## Discografia

### Extended plays
- The Stunners - EP (2009)[2]